# Estação Place-d'Armes
A Estação Place-d'Armes é uma das estações do Metrô de Montreal, situada em Montreal, entre a Estação Square-Victoria–OACI e a Estação Champ-de-Mars. Faz parte da Linha Laranja.
Foi inaugurada em 14 de outubro de 1966. Localiza-se na Rua St-Urbain. Atende o distrito de Ville-Marie.